# Epicauta excors
Epicauta excors là một loài bọ cánh cứng trong họ Meloidae. Loài này được Fall miêu tả khoa học năm 1909.